# Navia nubicola
Navia nubicola är en gräsväxtart som beskrevs av Lyman Bradford Smith. Navia nubicola ingår i släktet Navia och familjen Bromeliaceae. Inga underarter finns listade i Catalogue of Life.